# Liste von Kunstmuseen

## Ägypten
- Kairo: Mahmoud-Khalil-Museum, Museum für Islamische Kunst (Kairo)

## Albanien
- Tirana : Nationale Kunstgalerie Tirana

## Australien
- Liste der Kunstmuseen in Australien

## Belarus
- Minsk: Nationales Zentrum für zeitgenössische Kunst der Republik Belarus, Nationalgalerie Minsk

## Belgien
- Antwerpen: Königliches Museum der Schönen Künste (Antwerpen), Museum Mayer van den Bergh, Middelheimmuseum, Rubenshaus, Museum van Hedendaagse Kunst Antwerpen
- Brügge: Arentshaus, Groeningemuseum
- Brüssel: Art et Marges Musée, Belgisches Comiczentrum, Königliche Museen der Schönen Künste, Museum of original figurines
- Charleroi: Musée de la Photographie de la Communauté française à Charleroi
- Eupen: IKOB – Museum für zeitgenössische Kunst
- Forest/Vorst (Brüssel): Wiels - Zentrum für zeitgenössische Kunst
- Gent: Stedelijk Museum voor Actuele Kunst
- Ixelles/Elsene (Brüssel): Constantin Meunier Museum
- Löwen: M – Museum Leuven
- Lüttich: La Boverie, Trinkhall Museum
- Ostende: James-Ensor-Haus, Kunstmuseum aan Zee
- Ottignies-Louvain-la-Neuve: Hergé-Museum
- Tournai: Musée des Beaux-Arts (Tournai)

## Bosnien und Herzegowina
- Sarajevo: Nationalmuseum von Bosnien und Herzegowina

## China
- Peking: Chinesisches Kunstmuseum
- Peking: Museum der tibetischen Kultur
- Shanghai: Rockbund Art Museum
- Shanghai: Power Station of Art
- Shanghai: Kunstmuseum Shanghai
- Hongkong: Hong Kong Museum of Art
- Tianjin: Tianjin-Museum
- Guangzhou: Guangzhou Museum of Art

## Dänemark
- Humlebæk: Louisiana Museum of Modern Art
- Kopenhagen: Statens Museum for Kunst
- Bornholm: Bornholms Kunstmuseum
- Faaborg: Faaborg Museum
- Fanø: Kunstmuseum Fanø
- Lolland: Fuglsang Kunstmuseum
- Aarhus: ARoS Aarhus Kunstmuseum
- Silkeborg: Museum Jorn
- Jütland: Krakamarken
- Kopenhagen: Designmuseum Danmark

## Deutschland
- Aachen: Suermondt-Ludwig-Museum, Ludwig Forum für Internationale Kunst
- Ahrenshoop: Kunstmuseum Ahrenshoop
- Alkersum auf Föhr: Museum Kunst der Westküste
- Aschaffenburg: Christian Schad Museum, Kunsthalle Jesuitenkirche
- Augsburg: Lettl-Museum für surreale Kunst
- Baden-Baden: Staatliche Kunsthalle Baden-Baden, Museum Frieder Burda
- Bayreuth: Kunstmuseum Bayreuth
- Bedburg-Hau: Schloss Moyland
- Berlin: Alte Nationalgalerie, Altes Museum, Berlinische Galerie, Bode-Museum, Bröhan-Museum, Brücke-Museum Berlin, Friedrichswerdersche Kirche, Gemäldegalerie, Hamburger Bahnhof – Nationalgalerie der Gegenwart, Jüdisches Museum Berlin, Kunstgewerbemuseum, Me Collectors Room Berlin, Märkisches Museum, Museum Berggruen, Museum für Asiatische Kunst, Nationalgalerie, Neue Nationalgalerie, Neues Museum, Pergamonmuseum, Sammlung Scharf-Gerstenberg, Das Verborgene Museum
- Bernried am Starnberger See: Museum der Phantasie
- Bielefeld: Kunsthalle Bielefeld
- Bochum: Kunstmuseum Bochum
- Boizenburg/Elbe: Erstes Deutsches Fliesenmuseum Boizenburg
- Bonn: Kunstmuseum Bonn, Rheinisches Landesmuseum Bonn
- Braunschweig: Herzog Anton Ulrich-Museum
- Bremen: Kunsthalle
- Bremerhaven: Kunstmuseum Bremerhaven
- Chemnitz: Kunstsammlungen Chemnitz, Museum Gunzenhauser
- Darmstadt: Hessisches Landesmuseum Darmstadt, Kunstforum der TU Darmstadt, Kunsthalle Darmstadt, Museum Künstlerkolonie Darmstadt
- Derneburg: Schloss Derneburg → Hall Art Foundation
- Dortmund: Museum Ostwall, Museum für Kunst und Kulturgeschichte Dortmund
- Dresden: Gemäldegalerie Alte Meister, Grünes Gewölbe, Albertinum
- Düren: Leopold-Hoesch-Museum
- Düsseldorf: Gemäldegalerie Düsseldorf, Kunstsammlung Nordrhein-Westfalen, Museum Kunstpalast
- Duisburg: Museum DKM, Museum Küppersmühle für Moderne Kunst
- Emden: Kunsthalle Emden
- Essen: Museum Folkwang
- Föhr: Museum Kunst der Westküste
- Frankfurt am Main: Städel, Museum Angewandte Kunst, Museum für Moderne Kunst, Liebieghaus, Caricatura Museum für Komische Kunst
- Friedrichshafen: Zeppelin Museum
- Gießen: Oberhessisches Museum, Antikensammlung der Justus-Liebig-Universität
- Hagen: Emil Schumacher Museum, Osthaus Museum Hagen
- Halle (Saale): Kunstmuseum Moritzburg (Kunstmuseum des Landes Sachsen-Anhalt)
- Hamburg: Erotic Art Museum Hamburg, Kunsthalle, Altonaer Museum, Bargheer-Museum
- Hanau: Historisches Museum Hanau, Museum Großauheim
- Hannover: Museum August Kestner, Niedersächsisches Landesmuseum Hannover, Sprengel Museum
- Herford: Marta Herford
- Kaiserslautern: Museum Pfalzgalerie Kaiserslautern
- Karlsruhe: Staatliche Kunsthalle Karlsruhe, Zentrum für Kunst und Medientechnologie
- Kassel: Museum Schloss Wilhelmshöhe
- Kiel: Kunsthalle zu Kiel
- Koblenz: Ludwig Museum, Mittelrhein-Museum
- Köln: Museum für Angewandte Kunst Köln, Museum Ludwig, Museum für Ostasiatische Kunst (Köln), Wallraf-Richartz-Museum & Fondation Corboud, Römisch-Germanisches Museum, Museum Schnütgen
- Krefeld: Kunstmuseen Krefeld
- Leipzig: Museum der bildenden Künste, Museum für Angewandte Kunst
- Limburg an der Lahn: Domschatz und Diözesanmuseum des Bistums Limburg mit der (Limburger Staurothek)
- Ludwigshafen: Wilhelm-Hack-Museum
- Lübeck: Kunsthalle St. Annen
- Mannheim: Kunsthalle
- Marburg: Kunstgebäude der Philipps-Universität Marburg
- Mönchengladbach: Museum Abteiberg
- Mülheim an der Ruhr: Kunstmuseum Mülheim an der Ruhr
- München: Alte Pinakothek, Neue Pinakothek, Pinakothek der Moderne, Bayerisches Nationalmuseum, Städtische Galerie im Lenbachhaus, Glyptothek, Staatliche Antikensammlungen, Museum Brandhorst, Museum Peter Gehring, Villa Stuck, Die Neue Sammlung
- Münster: LWL-Landesmuseum für Kunst und Kulturgeschichte
- Neuburg an der Donau: Staatsgalerie Neuburg
- Neuss: Museum Insel Hombroich
- Nörvenich: Museum Europäischer Kunst
- Nürnberg: Albrecht-Dürer-Haus, Germanisches Nationalmuseum, Kunsthalle Nürnberg, Kunstvilla Nürnberg, Neues Museum Nürnberg
- Oldenburg (Oldb): Horst-Janssen-Museum, Landesmuseum für Kunst und Kulturgeschichte Oldenburg, Haus für Medienkunst Oldenburg
- Osnabrück: Felix-Nussbaum-Haus
- Otterndorf: Museum gegenstandsfreier Kunst
- Potsdam: Bildergalerie Sanssouci, Museum Fluxus Plus, Potsdam Museum – Forum für Kunst und Geschichte, Museum Barberini
- Recklinghausen: Ikonen-Museum
- Reutlingen: Kunstmuseum Reutlingen
- Saarbrücken: Saarlandmuseum
- Schwäbisch Hall: Kunsthalle Würth, Johanniterkirche
- Schweinfurt: Museum Georg Schäfer, Kunsthalle Schweinfurt
- Schwerin: Staatliches Museum
- Schwetzingen: Karl-Wörns-Haus[1], Museum Blau[2], Xylon-Museum
- Seebüll: Nolde Stiftung Seebüll
- Stuttgart: Staatsgalerie, Kunstmuseum, Weissenhofmuseum
- Weilburg an der Lahn: Rosenhang-Museum
- Weimar: Klassik Stiftung Weimar, Bauhaus-Museum
- Wiesbaden: Museum Wiesbaden, Museum Reinhard Ernst
- Wolfsburg: Kunstmuseum Wolfsburg, Städtische Galerie Wolfsburg
- Wuppertal: Von der Heydt-Museum

## Estland
- Tallinn: Estnisches Kunstmuseum
- Tallinn: Kadriorg-Kunstmuseum

## Finnland
- Helsinki: Finnische Nationalgalerie
- Helsinki: Kiasma-Museum
- Helsinki: Kunsthalle Helsinki
- Helsinki: Sinebrychoff-Kunstmuseum
- Espoo: Tarvaspää

## Frankreich
- Aix-en-Provence: Musée Granet
- Ajaccio: Musée Fesch
- Antibes: Museé Picasso
- Avignon: Musée Calvet
- Avranches: Musée d’Art et d’Histoire d’Avranches
- Bayeux: Musée Baron Gérard
- Besançon: Musée des Beaux-Arts et d’Archéologie de Besançon
- Bordeaux: Musée des Arts décoratifs et du Design, Musée des Beaux-Arts de Bordeaux
- Castres (Tarn): Musée Goya
- Colmar: Unterlinden-Museum
- Courbevoie: Musée Roybet Fould
- Dijon: Musée des Beaux-Arts (Dijon), Musée Magnin
- Dunkerque: Museum für Schöne Künste (Dünkirchen)
- Flers: Schloss Flers
- Lens: Louvre-Lens
- Lyon: Musée des Beaux-Arts (Lyon)
- Marseille: Musée des Beaux-Arts, Musée Cantini
- Metz: Centre Pompidou-Metz
- Montpellier: Musée Fabre
- Montsoreau: Schloss Montsoreau – Museum für zeitgenössische Kunst
- Nancy: Musée des Beaux-Arts de Nancy
- Nantes: Musée des Beaux-Arts de Nantes
- Nîmes: Carré d’Art
- Nizza: Musée des Beaux-Arts de Nice, Musée international d’art naïf Anatole Jakovsky
- Ornans: Musée Courbet
- Paris: Centre Georges-Pompidou, Louvre, Musée d’art moderne de la Ville de Paris, Musée Cernuschi, Musée d’Orsay; Museum Guimet, Musée Gustave Moreau
- Pau: Musée des beaux-arts de Pau
- Pontoise: Musée d’Art et d’Histoire Pissarro-Pontoise
- Rennes: Musée des Beaux-Arts
- Straßburg: Musée des Beaux-Arts de Strasbourg
- Wingen-sur-Moder: Musée Lalique

## Griechenland
- Athen: Akropolismuseum
- Athen: Nationalgalerie (Athen) (Εθνική Πινακοθήκη-Μουσείο Αλεξάνδρου Σούτζου)

## Haiti
- Port-au-Prince: Musée d'Art Haitien

## Indien
- Bhubaneswar: Odisha Crafts Museum
- Delhi: National Gallery of Modern Art
- Pune: Raja-Dinkar-Kelkar-Museum

## Irland
- Dublin: Irisches Nationalmuseum
- Dublin: National Gallery of Ireland
- Dublin: Irish Museum of Modern Art

## Island
- Reykjavík: Kunstmuseum Akureyri
- Reykjavík: Center for Icelandic Art
- Reykjavík: Living Art Museum

## Israel
- Jerusalem: Nachon-Museum der Judenheit Italiens
- Tel Aviv-Jaffa: Ilana-Goor-Museum, Tel Aviv Museum of Art

## Italien
- Bergamo: Accademia Carrara
- Bozen: Museion (Bozen), Museum Eccel Kreuzer
- Florenz: Accademia di Belle Arti (Florenz), Bargello, Loggia del Bigallo, Museo Annigoni, Museo dell’Opera del Duomo (Florenz), Uffizien
- Mailand: Pinacoteca Ambrosiana, Pinacoteca di Brera
- Meran: Kunst Meran
- Neapel: Museo Nazionale di Capodimonte
- Rom: Galleria Borghese, MAXXI – Museo nazionale delle arti del XXI secolo, Museo d’Arte Contemporanea di Roma, Museo Nazionale d’Arte Orientale, Palazzo Altemps
- Triest: Museo Revoltella – Galleria d’Arte Moderna
- Turin: Galleria Sabauda, Pinacoteca Giovanni e Marella Agnelli
- Venedig: Gallerie dell' Accademia, Peggy Guggenheim Collection
- Liste der Museen in Italien

## Japan
- Hachiōji: Murauchi Art Museum, Tokyo Fuji Art Museum
- Hakone: Pola Museum of Art
- Hiroshima: Hiroshima Museum of Art
- Kitakyūshū: Kitakyūshū Municipal Museum of Art
- Komaki: Menard Art Museum
- Kurashiki: Kurashiki Ninagawa Museum
- Kyōto: Garden of Fine Art
- Mito: Museum of Modern Art Ibaraki
- Nagoya: Nagoya City Art Museum
- Osaka: Kunstmuseum Osaka
- Sukagawa: Center for Contemporary Graphic Art
- Tokio: Artizon Museum, Gotō-Kunstmuseum, Kunsthochschule Tama, Museum of Contemporary Art, Nationalmuseum, Nationalmuseum für moderne Kunst, Nationalmuseum für westliche Kunst, Nezu-Museum, Sompo Museum of Art, Tōkyō Geijutsu Daigaku

## Kanada
- Edmonton: Art Gallery of Alberta
- Hamilton: Art Gallery of Hamilton, McMaster Museum of Art
- Montréal: Musée des beaux-arts de Montréal
- Ottawa: Canadian Museum of Contemporary Photography, National Gallery of Canada
- Québec: Musée national des beaux-arts du Québec
- St. John’s: The Rooms
- Toronto: Art Gallery of Ontario, Museum of Contemporary Canadian Art
- Vancouver: Vancouver Art Gallery

## Kasachstan
- Almaty: Staatliches Kastejew-Museum der Künste
- Semei: Museum der darstellenden Künste Semei

## Kroatien
- Dubrovnik: Kunstgalerie Dubrovnik
- Zagreb: Kroatisches Museum für Naive Kunst, Kunstpavillon Zagreb, Mimara-Museum

## Kuba
- Havanna: Museo Nacional de Bellas Artes, Fundacion Ludwig de Cuba
- Matanzas: Galerie Pedro Esquerre, Museo de Arte de Matanzas

## Lettland
- Riga: Lettisches Nationales Kunstmuseum

## Libanon
- Beirut: Nicolas-Sursock-Museum

## Liechtenstein
- Vaduz: Kunstmuseum Liechtenstein, Hilti Art Foundation, Kunstraum Engländerbau, Schatzkammer Liechtenstein, Archiv-Atelier, Galerie am Lindenplatz, Galerie Art Studio, Fine Art Gallery
- Schaan: DoMus – Museum und Galerie, Galerie Bechter Kastowsky, Atelier62
- Mauren: Art Felicia
- Eschen: Pfrundbauten, Galerie Altesse
- Digitale Museen: Wangerart

## Litauen
- Vilnius: Litauisches Kunstmuseum

## Luxemburg
- Esch an der Alzette: Konschthal Esch
- Luxemburg (Stadt): Musée d’Art Moderne Grand-Duc Jean

## Malta
- Valletta: National Museum of Fine Arts

## Niederlande
- Amersfoort: Armando Museum, Mondriaanhuis
- Amstelveen: Cobra Museum
- Amsterdam: Museum Het Rembrandthuis, Rijksmuseum, Stedelijk Museum, Van Gogh Museum
- Den Haag: Kunstmuseum Den Haag (ehem. Gemeentemuseum Den Haag), Mauritshuis, Museum Beelden aan Zee, Panorama Mesdag, Sammlung Mesdag
- Ede: Kröller-Müller Museum
- Eindhoven: Van Abbemuseum
- Enschede: Rijksmuseum Twenthe
- Groningen: Groninger Museum
- Haarlem: Frans Hals Museum
- Laren: Singer Laren
- Leiden: Museum De Lakenhal
- Maastricht: Bonnefantenmuseum, Museum aan het Vrijthof
- Middelburg: SBKM De Vleeshal
- Nijmegen: Museum Het Valkhof
- Renkum: Museum Veluwezoom
- Rotterdam: Kunstinstituut Melly, Museum Boijmans Van Beuningen, Museum Van Loon
- Tilburg: Museum De Pont
- Utrecht: Centraal Museum Utrecht, Museum Catharijneconvent
- Veere: Marie Tak van Poortvliet Museum
- Venlo: Museum van Bommel van Dam
- Vijfheerenlanden: Hofje van Mevrouw van Aerden
- Wassenaar: Museum Voorlinden
- Westerwolde: Kloster Ter Apel, Museum de Oude Wolden
- Zwolle: Stedelijk Museum Zwolle
- Zwolle/Raalte: Museum de Fundatie

## Norwegen
- Oslo: Nationalmuseum Oslo
- Oslo: Munch-Museum Oslo

## Österreich
- Bregenz: Kunsthaus Bregenz
- Deutschlandsberg: Skulpturenhaus Hortensia
- Engelhartszell: Schütz Art Museum
- Graz: Universalmuseum Joanneum
- Herzogenburg: Niederösterreichisches Barockmuseum
- Innsbruck: Schloss Ambras Innsbruck (Kunstmuseum)
- Klagenfurt: Museum Moderner Kunst Kärnten
- Klosterneuburg: Essl Museum
- Krems: Forum Frohner, Karikaturmuseum Krems, Landesgalerie Niederösterreich
- Langenzersdorf: Langenzersdorf Museum
- Leogang: Bergbau- und Gotikmuseum Leogang
- Linz: Francisco Carolinum, Lentos Kunstmuseum Linz
- Maria Gugging: Museum Gugging
- Neuhaus (Kärnten): Museum Liaunig
- Salzburg: Residenzgalerie, Museum der Moderne Salzburg, Salzburger Barockmuseum
- Schörfling am Attersee: Gustav Klimt Zentrum
- Schrems: Kunstmuseum Waldviertel
- Thalheim bei Wels: Museum Angerlehner
- Tulln an der Donau: Egon-Schiele-Museum
- Wien: Kunsthistorisches Museum, Leopold Museum, Albertina, Albertina modern, Österreichische Galerie Belvedere, MUMOK, Palais Liechtenstein (Fürstengasse), Stadtpalais Liechtenstein, Museum für angewandte Kunst, Gemäldegalerie der Akademie der bildenden Künste, Phantastenmuseum, Wien Museum MUSA

## Peru
- Museo de Arte Contemporáneo de Cusco

## Polen
- Breslau: Muzeum Współczesne Wrocław, Nationalmuseum (Breslau)
- Danzig: Nationalmuseum (Danzig)
- Krakau: Bunkier Sztuki, Manggha, Museum für Gegenwartskunst Krakau, Nationalmuseum (Krakau)
- Orońsko: Skulpturenzentrum in Polen
- Posen: Nationalmuseum (Posen)
- Warschau: Eryk-Lipiński-Karikaturmuseum, Galeria Zachęta, Muzeum Sztuki Nowoczesnej w Warszawie, Nationalmuseum (Warschau)
- Zakopane: Antoni-Rząsa-Galerie

## Portugal
- Alcoutim: Núcleo Museológico de Arte Sacra de Alcoutim
- Aljezur: Museu de Arte Sacra Monsenhor Francisco Pardal
- Braga: Tesouro Museu da Sé de Braga
- Caldas da Rainha: Museu de José Malhoa
- Caramulo: Caramulo-Museum
- Cascais: Casa das Histórias Paula Rego
- Coimbra: Edifício Chiado, Museu Nacional de Machado de Castro
- Figueira da Foz: Museu Municipal Santos Rocha
- Funchal (Madeira): Museu de Arte Sacra
- Grândola: Museu de Arte Sacra de Grândola
- Lissabon: Casa-Museu Dr. Anastácio Gonçalves, Centro de Arte Moderna, Fundação Árpád Szenes-Vieira da Silva, Museu Calouste Gulbenkian, Museu Coleção Berardo, Museu de Arte Popular, Museu de São Roque, Museu do Chiado, Museu Nacional de Arte Contemporânea do Chiado, Museu Escola des Artes Decorativas, Museu Nacional de Arte Antiga, Museu Nacional do Azulejo, Museu Rafael Bordalo Pinheiro
- Lourinhã: Santa Casa da Misericórdia da Lourinhã
- Moura: Museu de Arte Sacra de Moura
- Ourém: Museu de Arte Sacra e Etnologia
- Porto: Museu de Arte Contemporânea, Museu Nacional de Soares dos Reis
- Santiago do Cacém: Museu de Arte Sacra de Santiago do Cacém
- Viseu: Museu Grão Vasco, Museu de Arte Sacra

## Rumänien
- Bukarest: Muzeul Zambaccian, Nationales Kunstmuseum von Rumänien
- Drobeta Turnu Severin: Muzeul de Artă Drobeta Turnu Severin
- Hermannstadt: Brukenthalsche Gemäldesammlung
- Oradea: Muzeul Țării Crișurilor

## Russland
- Moskau: Tretjakow-Galerie, Multimedia Art Museum, Moskauer Haus der Fotografie, Majakowskij-Museum, Puschkin-Museum, Historisches Museum, Kosmonautenmuseum, Moskauer Museum für Moderne Kunst, Wadim-Sidur-Museum, Tropinin-Museum, ART4.RU, Bachruschin-Theatermuseum, Garage Museum of Contemporary Art, Museum der Neuen Westlichen Kunst, Roerich-Museum, Rumjanzew-Museum, Sonnenmuseum, Staatliches Museum für Orientalische Kunst
- Sankt Petersburg: Erarta-Museum, Eremitage, Russisches Museum
- Saratow: Radischtschew-Kunstmuseum

## Schweden
- Göteborg: Göteborgs konstmuseum
- Malmö: Moderna Museet Malmö
- Mora: Zornmuseet
- Stockholm: Moderna Museet, Schwedisches Nationalmuseum, Thielska galleriet, Waldemarsudde
- Väskinde: Brucebo
- Ystad: Kunstmuseum Ystad

## Schweiz
- Aarau: Aargauer Kunsthaus
- Altdorf: Haus für Kunst Uri
- Appenzell: Kunstmuseum Appenzell
- Ascona: Museo Castello San Materno
- Baden AG: Museum Langmatt
- Basel: Kunsthalle Basel, Kunstmuseum Basel, Museum Tinguely, Schaulager
- Bern: Kunsthalle Bern, Kunstmuseum Bern, Zentrum Paul Klee
- Biel: Kunsthaus Pasquart/Centre d’art Pasquart
- Burgdorf BE: Museum Franz Gertsch
- Chur: Bündner Kunstmuseum
- Davos: Kirchner Museum
- Freiburg im Üechtland: Espace Jean-Tinguely–Niki-de-Saint-Phalle, Fri Art Kunsthalle, Museum für Kunst und Geschichte Freiburg
- Genf: Centre d’art contemporain Genève, Musée d’art et d’histoire (Genf), Musée d’art moderne et contemporain (Genf), Musée Rath
- Glarus: Kunsthaus Glarus
- Grenchen: Kunsthaus Grenchen
- Greyerz FR: HR Giger Museum
- Interlaken: Kunsthaus Interlaken
- La Chaux-de-Fonds: Musée des beaux-arts
- Langenthal: Kunsthaus Langenthal
- Lausanne: Collection de l’Art Brut, EPFL ArtLab, Fondation de l’Hermitage, Musée cantonal des Beaux-Arts de Lausanne, Musée de l’Elysée
- Ligornetto: Museo Vincenzo Vela
- Lugano: Museo d’arte della Svizzera italiana
- Luzern: Hans Erni Museum, Kunsthalle Luzern, Kunstmuseum Luzern, Sammlung Rosengart
- Martigny: Fondation Gianadda
- Münchenstein: HeK (Haus der elektronischen Künste Basel)
- Muttenz: Kunsthaus Baselland
- Olten: Kunstmuseum Olten
- Rapperswil-Jona SG: Kunst(Zeug)Haus
- Riehen: Fondation Beyeler
- Schaffhausen: Museum zu Allerheiligen
- Solothurn: Kunstmuseum Solothurn
- Stans: Nidwaldner Museum
- St. Gallen: Kunsthalle St. Gallen, Kunstmuseum St. Gallen, Museum im Lagerhaus
- St. Moritz: Segantini Museum
- Susch: Muzeum Susch
- Thun: Kunstmuseum Thun
- Vevey: Musée Jenisch
- Warth TG: Kunstmuseum Thurgau
- Winterthur: Kunsthalle Winterthur, Kunst Museum Winterthur Beim Stadthaus, Kunst Museum Winterthur Reinhart am Stadtgarten,  Museum Briner und Kern, Museum Oskar Reinhart, Sammlung Oskar Reinhart «Am Römerholz», Villa Flora
- Zofingen: Kunsthaus Zofingen
- Zug: Kunsthaus Zug
- Zürich: Graphische Sammlung der ETH Zürich, Haus Konstruktiv, Helmhaus, Kunsthalle Zürich, Kunsthaus Zürich, Migros Museum für Gegenwartskunst, Shedhalle Zürich

## Serbien
- Belgrad: Serbisches Nationalmuseum

## Slowakei
- Bratislava: Slowakische Nationalgalerie, Slowakisches Nationalmuseum, Städtische Galerie Bratislava

## Slowenien
- Ljubljana: Slowenische Nationalgalerie
- Ljubljana: Museum für Gegenwartskunst Metelkova
- Ljubljana: Slowenisches Museum für Moderne Kunst

## Spanien
- A Coruña: Museo de Belas Artes da Coruña
- Albacete: Museo de Albacete
- Barcelona: Museu Europeu d’Art Modern, Museu Nacional d’Art de Catalunya
- Bilbao: Guggenheim-Museum Bilbao, Museo de Bellas Artes de Bilbao
- Madrid: Museo del Prado, Museo Reina Sofía, Museo Thyssen-Bornemisza, Museum Zapadores, Ciudad del Arte
- Málaga: Museo Carmen Thyssen
- Palma: Es Baluard
- Puerto de la Cruz: Museo de Arte Contemporáneo Eduardo Westerdahl
- Valladolid: Museo Nacional de Escultura

## Südkorea
- Geoje: Haegeumgang Theme Museum

## Tschechien
- Brünn: Moravská galerie
- Prag: Nationalgalerie Prag
- Liste von Museen in Tschechien#Kunstmuseen

## Ukraine
- Liste der Kunstmuseen in der Ukraine

## Ungarn
- Budapest: Ludwig Kortárs Művészeti Múzeum (Ludwig-Museum zeitgenössischer Kunst), siehe Palast der Künste
- Budapest: Szépművészeti Múzeum
- Budapest: Ungarische Nationalgalerie
- Budapest: Vasarely-Museum in Schloss Zichy

## USA
- Liste von Kunstmuseen in den Vereinigten Staaten

## Vatikanstadt
- Vatikanische Museen

## Vereinigtes Königreich
- Birmingham: Birmingham Museum & Art Gallery
- Cambridge: Kettle’s Yard
- Cardiff: National Museum Cardiff
- Edinburgh: Scottish National Gallery
- London: British Museum, National Gallery, Royal Collection (u. a. in der Queen’s Gallery oder Hampton Court Palace), Tate Gallery of Modern Art, Victoria and Albert Museum
- Manchester: Manchester Art Gallery
- Newcastle upon Tyne: Laing Art Gallery
- Norwich: Sainsbury Centre for Visual Arts
- Penzance: Penlee House
- Stoke-on-Trent: Potteries Museum & Art Gallery
- Torquay: Torre Abbey